# Turnera venosa
Turnera venosa är en passionsblomsväxtart som beskrevs av Ignatz Urban. Turnera venosa ingår i släktet Turnera och familjen passionsblomsväxter. Inga underarter finns listade i Catalogue of Life.